# Дослідно-конструкторське бюро
Дослідно-конструкторське бюро — загальноприйняте скорочення для «дослідно-конструкторське бюро» або «окреме (особливе) конструкторське бюро». Іноді іменувалося також «спеціальне конструкторське бюро» — СКБ.
У СРСР це означення часто використовували для галузевих організацій, що займалися розробкою нової техніки. ДКБ мало номер, відомчу приналежність і, іноді, найменування. Наприклад, ДКБ-155 Міністерства авіаційної промисловості СРСР імені А. І. Мікояна і М. І. Гуревича — відомий розробник літаків «МіГ». Номер ДКБ зазвичай збігався з номером серійного заводу, при якому воно було організоване (тобто, ДКБ-155 — це ДКБ при заводі № 155).

## ДКБ в авіаційно-космічній галузі
- ДКБ-49 — Берієв Георгій Михайлович
- ДКБ-88 — Корольов Сергій Павлович
- ДКБ-51 — Сухий Павло Йосипович
- ДКБ-153 — Антонов Олег Костянтинович
- ДКБ-155 — Мікоян Артем Іванович і Гуревич Михайло Йосипович
- ДКБ-156 — Туполєв Андрій Миколайович
- ДКБ-276 — Кузнєцов Микола Дмитрович
- ДКБ-301 — Лавочкін Семен Олексійович
- СКБ-385 — Макеєв Віктор Петрович
- ДКБ-478 — Івченко Олександр Георгійович
- СКБ-586 — Янгель Михайло Кузьмич
- ДКБ-938 — Камов Микола Ілліч